# ガブリエーレ・ダンヌンツィオ
初代モンテネヴォーソ大公ガブリエーレ・ダンヌンツィオ（Gabriele d'Annunzio, Principe di Montenevoso、1863年3月12日 - 1938年3月1日）は、イタリア王国時代の詩人、作家、劇作家。ファシスト運動の先駆とも言える政治的活動を行ったことで有名。なお日本ではダヌンツィオ、ダンヌンチオ、ダヌンチオとも表記する。

## 生涯
ガブリエーレ・ダンヌンツィオは、イタリア中部のアブルッツォ州・ペスカーラにて、富裕地主（かつ同市の市長）の息子として生まれる。その早熟の才は早くから認められ、プラートのチコニーニ寄宿学校に進み、16歳にして処女詩集Primo vere（早春、1879年）を出版。これは作家ジョズエ・カルドゥッチ（後にノーベル文学賞を受賞）のOdi barbareより影響を受けた作品である。
1881年にはローマ大学ラ・サピエンツァ校に進学、様々な文芸グループに参加、また地元紙に記事や評論を寄稿する。1883年にマリア・ハルドゥイン・ディ・ガレーゼと結婚し3人の息子を儲けるが、1891年には離婚した。この時期に最初の小説Il Piacere（快楽の子、1889年）を出版し、多作な文学活動の出発点とした。
1894年頃より有名な女優エレオノーラ・ドゥーゼとの愛人関係となり、ダンヌンツィオはドゥーゼが主役を演じるよういくつかの演劇、例えばLa Città morta（死都、1898年）やFrancesca da Rimini（フランチェスカ・ダ・リミニ、1901年）を書いたが、この大スキャンダルとなった男女関係は1910年に終りを告げる。
1897年には下院議員（3年任期）に選出され、そこでは無所属として過ごした。1910年にはその放縦な生活から多額の債務を負い、債権者から逃れるためフランスに逃れた。フランスでは作曲家クロード・ドビュッシーと意気投合、聖史劇『聖セバスティアンの殉教』（1911年）が生まれた。
第一次世界大戦の開戦とともにイタリアに帰国し、大衆に向け連合国側に立っての参戦を訴える演説を行う。彼自身は志願して戦闘機パイロットとして参戦、飛行中の事故で片目の視力を失う。1918年8月9日には第87戦闘機中隊を率い、700マイルの往復飛行を行いウィーンにプロパガンダ用のビラを撒布するという業を演じた（ダンヌンツィオのウィーン上空飛行）。またこの大戦中、イタリア軍に義勇兵として参加従軍した日本人下位春吉と意気投合し、親交を深めた。
ダンヌンツィオの国家主義的立場はこの大戦の経験により、より強固なものになった。自らイタリア国内で広く政治運動を行い、イタリアが大戦中に得たヨーロッパの一等国としての役目を戦後も果たしていくべきだと主張した。パリ講和会議で、フィウーメ（いわゆる未回収のイタリアの一部。現・クロアチア領のリエカ）をセルボ・クロアート・スロヴェーヌ王国（後のユーゴスラビア王国）に割譲すべしとの結論が出されたことに激怒したダンヌンツィオは、1919年9月12日、ロンキ・ディ・モンファルコーネから、自らを「司令官」（イタリア語: Comandante）とする「軍団」（イタリア語: Legionari）と称されるイタリア人武装集団を率いて進軍し（ロンキ進軍）、フィウーメ市を占拠、アメリカ、イギリス、フランス3軍から組織された守備軍を追放した。この時のダンヌンツィオのスローガンが「全ての抑圧された人々の解放」であり、十月革命を支持するというものだった。この行動からダンヌンツィオはウラジーミル・レーニンに「革命家」として絶賛される。
彼らはイタリアによるフィウーメ併合を要求した。これはイタリアの悲願でもあったが、国際関係の悪化を懸念してイタリア政府は国境線を封鎖、武装組織の投降を促した。そこでダンヌンツィオは1920年1月に政府首班として元イタリア社会党員でアンジェロ・オリベッティ(it:Angelo Oliviero Olivetti)とともに「Pagine libere」を書いた革命的サンディカリストのアルチェステ・デ・アンブリス(it:Alceste De Ambris)を任じ、9月にデ・アンブリスによって後のイタリア本国のファシスト国家機構の先駆となるカルナーロ憲章（it:Carta del Carnaro）が発布、フィウーメの独立を宣言した（カルナーロ＝イタリア執政府）。更に彼は国際連盟に対抗する組織を計画、被抑圧民族（例えばフィウーメのイタリア人、バルカン半島のスラブ人民族分離主義者など）を糾合することを構想したが、これは失敗した。彼は1920年のイタリアとセルボ・クロアート・スロヴェーヌ王国間のラパッロ条約（1922年の独ソ間の条約と異なるので注意）を無視し、イタリア本国にまで宣戦布告したが、イタリア海軍による艦砲射撃を受け、12月に投降した。
フィウーメ占拠事件後のダンヌンツィオはガルダ湖畔の自宅に隠退し、著作活動を行った。しかしフィウーメ時代の側近との連絡を保っており、政界に隠然たる勢力を持っていた。彼はムッソリーニに多大の影響を与えたのは事実だが、彼自身は後のファシスト政権に直接関与したことはなかった。1922年のファシスト党によるローマ進軍の前後には、彼の声望を利用してファシスト党の行動を抑制しようとする動きがあり、ダンヌンツィオとその側近も同様の考えを持っていた。8月3日にはファシスト行動隊に占拠されたミラノで演説を行っているが、その演説はむしろファシスト党の行動に反対するものであった。しかし美しいがレトリックに富み、難解な彼の演説はむしろファシスト党を激励する物と受け止められ、ファシスト党も「英雄が我々を支持した」とおおいに利用した。ダンヌンツィオは旧敵であり、野党の領袖であったフランチェスコ・サヴェリオ・ニッティ元首相に呼びかけ、ムッソリーニとの三者会談を開催する合意を取り付けた。ところが8月13日にダンヌンツィオが自宅の窓から転落して重傷を負ったため、この三者会談は実現しなかった。ダンヌンツィオは生涯この事故の詳細について語らなかったため、真相は不明である。9月にはけがから回復し、ムッソリーニと何度か会談しているが、ファシスト党はダンヌンツィオを出し抜き、政権掌握を実現した。
ムッソリーニは国民的英雄であるダンヌンツィオを尊重してみせたが、実際の権力は一切渡さなかった。1924年には国王より大公号として、"it:Principe di Montenevoso(モンテネヴォソ公爵)"の称号を送られている。1937年にはイタリア王立アカデミーの総裁に就任、1938年3月1日、自宅で脳卒中により死去。ムッソリーニが国葬を行い、ガルドーネ・リヴィエーラの別荘に設けられた霊廟に埋葬された。

## 政治手法
ダンヌンツィオは思想・手法の両面においてイタリア・ファシズムの先駆であったとしばしば見做される。彼自身の政治信条は、デ・アンブリスと共同で起草したそのカルナーロ憲章によく現れている。この憲法では協調組合主義（コーポラティズム）による国家観がとられており、それらは労働者、雇用者および自営業者・専門家をそれぞれ代表する9つの組合、および（ダンヌンツィオの創始した）「優越した人間」（英雄、詩人、預言者、超人たち）を代表する第10の組合からなるとした。またこの憲法では音楽を国家の最高原理であると規定していた。
ムッソリーニがダンヌンツィオから模倣し習得したのは、その独裁政治の手法、つまり、協調組合主義による経済政策、大規模で感情に訴える大衆行事、ローマ帝国時代を真似たローマ式敬礼、聴衆に対する誇張に満ちた質問の問いかけ、黒シャツ隊による反対者への脅迫・暴力的弾圧など、である。
ダンヌンツィオはイタリアの拡張主義的外交政策を支持しており、エチオピア侵攻を賞賛していた。
ダンヌンツィオはまた、政治的反対者を拘束して多量のひまし油を飲ませることで衰弱させ、場合によっては死に至らしめるという拷問の創始者であるとも言われている。この方法はムッソリーニの黒シャツ隊の常套手段となる。

## 文学
ダンヌンツィオの文学は盛名期において、その高い独創性、力強さおよびデカダンスが高く評価されていたし、同時代の全ヨーロッパ文壇、また後世のイタリア作家たちに多大の影響を与えたのだが、その19世紀世紀末文学における作品群は、現在では忘れ去られつつある感があるし、また文学上の名声は、彼の政治活動の前に常に曇らされる運命にあった。
彼は多作であった。代表的な小説としては『快楽の子』（Il Piacere、1889年）、『死の勝利』（Il Trionfo della Morte、1894年）、『巌の処女』（Le Vergine delle Rocce、1896年）がある。また早くから映画にも関心を示した彼は、第二次ポエニ戦争に題材をとった無声映画『カビリア』（1914年）のシナリオを作成している。
彼の著作はフランス象徴派文学の強い影響を受けており、激しい暴力や異常な心理状態の描写が、壮麗な空想場面によって彩られていることを特徴とする。小説における代表作品の一つで、発表時に大きな話題を呼んだIl Fuoco（炎、1900年）では、彼は自分自身をニーチェ的超人"Stelio Effrena"として描き、女優エレオノーラ・ドゥーゼとの虚実取り混ぜた愛情関係を記している。また彼の短編にはモーパッサンの影響もみられる。
彼の小説の心理的インスピレーションは、フランス、ロシア、北欧諸国あるいはドイツなど様々の文学にその出発点を得ており、特に初期の作品にあっては独創性には乏しい。その創作力は深く鋭いが、常に狭く個人的であった。例えば彼の描く主人公はいつでも同じタイプの人物であり、それが人生のそれぞれの段階でそれぞれの問題に直面した、というに過ぎない。しかし彼の欠陥のない文体、語彙力の豊富さに比肩しうる同時代の作家は存在しなかった。後期の作品では、ダンヌンツィオはイタリアの昔日の栄光の歳月にその題材を求めることが多くなる。
戯曲も手掛け、神曲に材を取った『フランチェスカ・ダ・リミニ』はザンドナイによりオペラ化された。近年メトロポリタン歌劇場を始め、欧米の劇場で上演される機会が増えている。

## 博物館

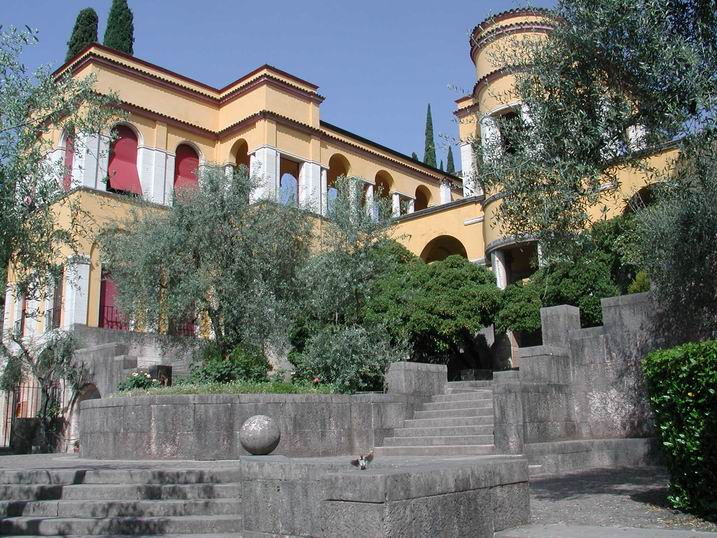
Il Vittoriale degli Italiani

ダンヌンツィオの生涯と作品はIl Vittoriale degli Italiani（it）と名付けられた博物館に記念されている。この博物館自体、彼が構想し1923年からその死に至るまで発展させたものであり、ガルダ湖の南西、ガルドーネ・リヴィエーラにある彼の別荘に隣接している。現在では同博物館は軍事博物館、図書館、文学・歴史のアーカイヴ、劇場そして霊廟の複合体になっており、また、ダンヌンツィオがウィーン飛行作戦に用いたSVA-5機および魚雷艇MAS96も保存している。
ペスカーラにあるダンヌンツィオの生家もまた博物館として一般公開されている。

## ダンヌンツィオとイタリア歌曲
同時代のイタリアの作曲家たちもまた、その詩才に魅了された。トスティ、レスピーギはじめ、有名、無名あわせて50人以上が、ダンヌンツィオの詩作品に曲付けしたという。中でもトスティは、この若き詩人をまだ高等専門学校在学中の1880年から寵愛し、詩への作曲は1916年のトスティの死に至るまで続いた。

## 近代日本における受容
明治後期より、上田敏らにより紹介され、英訳・仏訳・独訳を通し広く読まれ、当時社会現象となっていた「煩悶青年」たちを虜にした。なかでも『死の勝利』は日本の文壇に衝撃を与えた。ダンヌンツィオ流恋愛の実践と言われた森田草平・平塚らいてうの心中未遂事件（1908年）を引き起こし、事件をもとにした森田の告白小説『煤煙』はベストセラーとなった。この作品は『死の勝利』の影響が強く見られた。
日独伊三国同盟を経て第二次世界大戦後は政治的活動により際物扱いされ、同時代の作家トーマス・マンと異なり、ほとんど埋もれた状態になった。21世紀が近くなった頃から再評価が行われ、著名作が新訳された。
三島由紀夫の『岬にての物語』（1946年）は、生田長江訳『死の勝利』を下敷きにしていると、筒井康隆は、著書『ダンヌンツィオに夢中』（中央公論社、1989年／中公文庫、1996年）で述べている。三島自身による唯一の翻訳出版は、池田弘太郎との共訳で『聖セバスチァンの殉教』（美術出版社、1966年／国書刊行会〈クラテール叢書〉、1988年）である。これら作品上の関係のみでなく、楯の会の制服や行動にダンヌンツィオの影響を見る者も多い。
三島が自決間際に、陸上自衛隊市ヶ谷駐屯地の本部庁舎バルコニーからおこなった演説（三島事件参照）は、フィウーメ占拠時のダンヌンツィオが取った行動の模倣であると、たびたび指摘されている。筒井の『ダンヌンツィオに夢中』は、これらの論考・指摘に基づいている。

## 代表作
- Primo vere（早春、1879年）
- L'innocente'(犠牲、罪なき者、1892年) - ルキノ・ヴィスコンティの遺作映画「イノセント」の原作
- Il Trionfo della Morte（死の勝利、1894年）
- Le Martyre de Saint Sébastien, L.124(聖セバスティアンの殉教、1911年) - クロード・ドビュッシー作曲、ダンヌンツィオのフランス語詩による合作オペラ

### 邦訳
- 上田敏訳『死の勝利』部分訳など
- 森鴎外訳『秋夕夢』
- 加藤朝鳥訳『犠牲』（植竹書院、1913）
- 石川戯庵訳『死の勝利』 (大日本図書, 1913)
- 生田長江訳『死の勝利』 (新潮社, 1913)
- 矢口達訳『巌の処女』 (新潮社, 1913)
- 日野月明紀訳『廃都』(赤城正蔵(アカギ叢書), 1914)
- 森田草平訳『快楽児』 (博文館, 1914)
- 森田草平訳『犠牲』（国民文庫刊行会、1917）
- 鷲尾浩訳『ダヌンチオ全集 第1巻』(冬夏社, 1921) - 『フランチエスカ』、『ジヨコンダ』、『春曙夢』、『秋夕夢』収録
- 三上於菟吉訳『死の勝利 ダヌンチオ全集 第2巻』(冬夏社, 1921)
- 斎藤龍太郎訳『死の勝利』 (春陽堂, 1924)
- 堀口大學訳『死市』（近代劇全集第35巻 第一書房, 1928）
- 野上素一訳 『死の勝利』 (岩波文庫 上下, 1961-63)、復刊1991年・2007年
- 三島由紀夫・池田弘太郎の共訳『聖セバスチァンの殉教』（美術出版社、1966年9月）
新編再刊（国書刊行会〈クラテール叢書10〉, 1988年）
- 脇功訳 『快楽』、『罪なき者』[15]、『死の勝利』
松籟社「薔薇小説」3部作で2007年夏～2010年秋に刊行。

### 伝記
- ルーシー・ヒューズ＝ハレット『ダンヌンツィオ　誘惑のファシスト』 柴野均訳、白水社、2017年